# Cayo Lime
Cayo Lime (en inglés: Lime Cay) Es un islote que pertenece al país caribeño de Jamaica, que se encuentra ubicada frente a la Bahía de Kingston siendo la más importante del grupo de lo de Cayos de Puerto Real (Port Royal).
El Islote mide 380 metros del noroeste al sureste, y es de hasta 80 metros de ancho, con una superficie de 2 hectáreas. Alrededor de la mitad de la isla es boscosa, el resto es arena y coral. No tiene infraestructura a excepción de un pequeño edificio abierto que se utiliza para la preparación y venta de alimentos.